# Port lotniczy Marmul
Port lotniczy Marmul – port lotniczy położony w miejscowości Marmul w Omanie.

## Linie lotnicze i połączenia
- Oman Air (Maskat)